# Park Narodowy Tayrona
Park Narodowy Tayrona (hiszp. Parque nacional natural Tayrona) – park narodowy w Kolumbii położony w departamencie Magdalena. Został utworzony 31 sierpnia 1964 roku i należy do najstarszych parków narodowych w Kolumbii. Zajmuje obszar 193,09 km² (w tym 67,10 km² wód morskich). Od 1979 roku wraz z położonym na południowy wschód od niego Parkiem Narodowym Sierra Nevada de Santa Marta tworzy rezerwat biosfery UNESCO o nazwie „Sierra Nevada de Santa Marta”. W 2008 roku został zakwalifikowany przez BirdLife International jako ostoja ptaków IBA. Od 2012 roku wraz z Parkiem Narodowym Sierra Nevada de Santa Marta znajduje się na liście informacyjnej światowego dziedzictwa UNESCO.

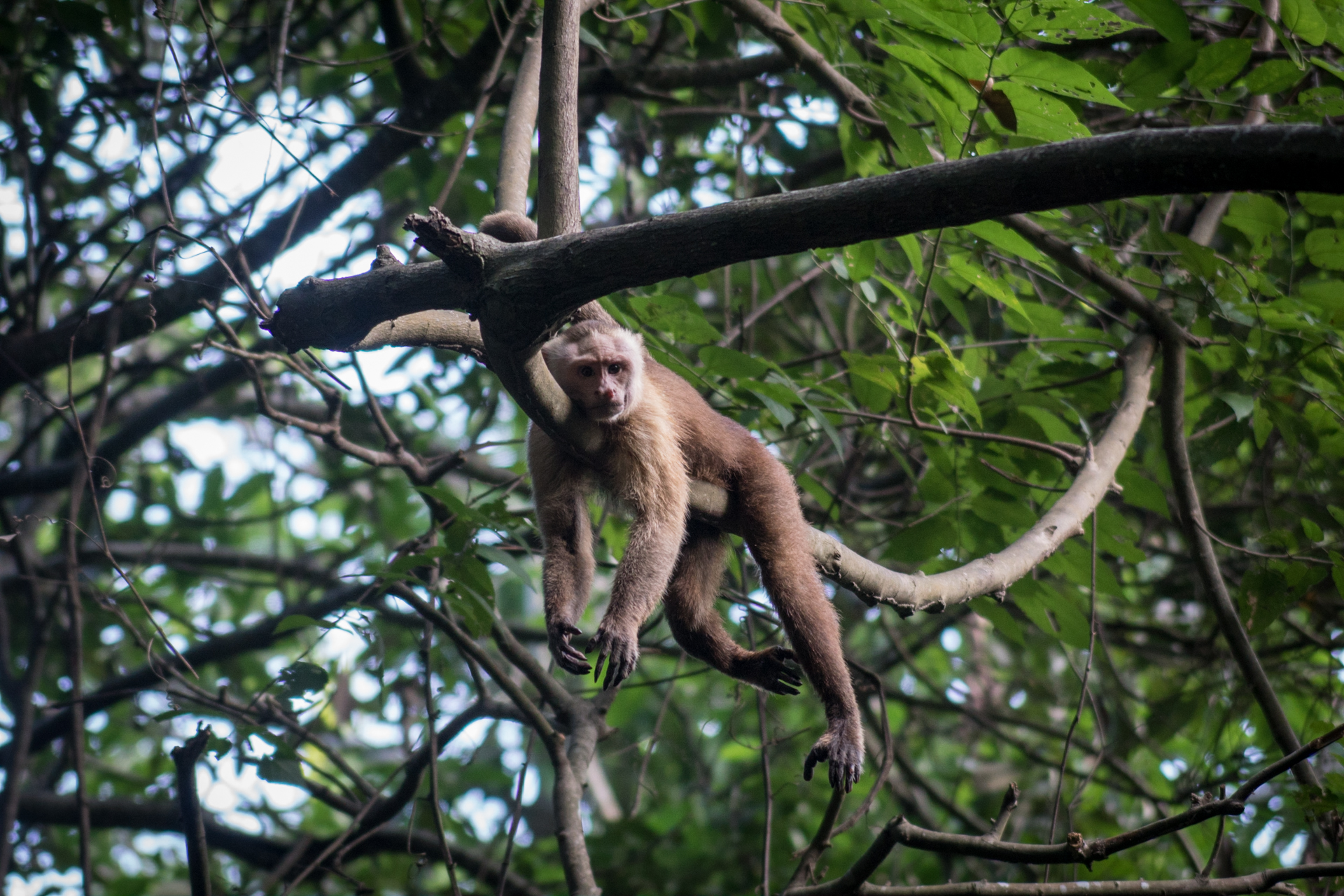
Zagrożona wyginięciem Cebus malitiosus

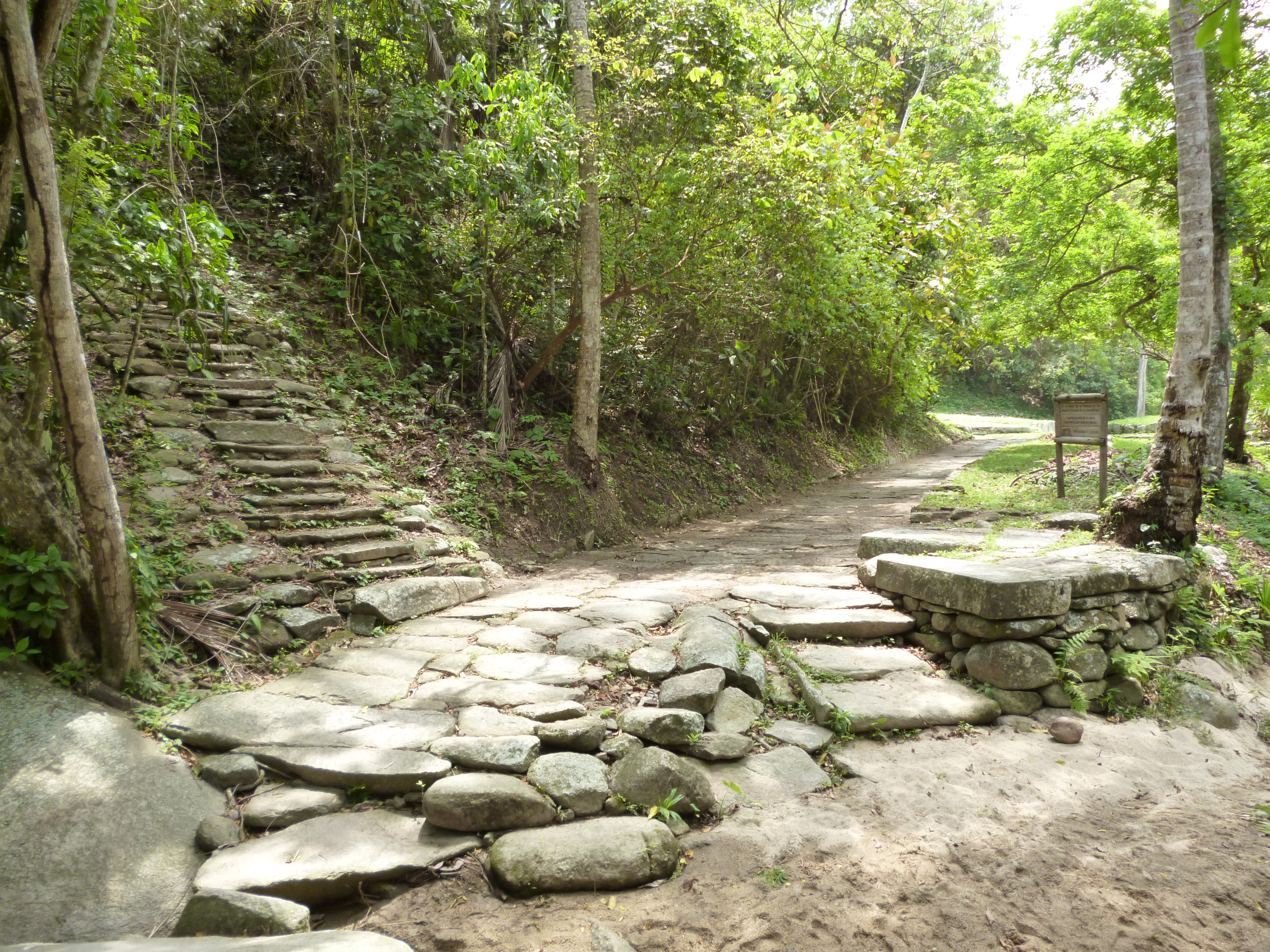
Stanowisko archeologiczne Chairama

## Opis
Park obejmuje fragment wybrzeża Morza Karaibskiego oraz okoliczne wody morskie, u podnóża masywu górskiego Sierra Nevada de Santa Marta, na wysokościach od 0 do 900 m n.p.m. Dużą część parku pokrywa wilgotny las równikowy, tropikalny las suchy i las mglisty. Występują też namorzyny i rafy koralowe. We wschodniej części parku znajduje się stanowisko archeologiczne Chairama. Są tu, odkryte w 1954 roku, ruiny miasta założonego przez lud Taironi.
Park powstał w porozumieniu z rdzennymi mieszkańcami masywu Sierra Nevada de Santa Marta (ludy Kogi, Wiwa, Arhuaco i Kankuamo), dla których jest to terytorium przodków i istnieją tutaj święte miejsca. Zgodnie z tym porozumieniem kilka razy w roku park jest zamknięty dla zwiedzających, bo potrzebne jest „duchowe oczyszczenie” jego terenu, aby ludzie, fauna i flora mogły nadal istnieć.  
Średnia roczna temperatura w parku wynosi od +22 do +29 °C, a średnie roczne opady od 800 do 2000 mm.

## Flora
W tropikalnych lasach suchych rośnie narażony na wyginięcie (VU) Cereus fricii, a także m.in.: łoskotnica pękająca, jadłoszyn baziowaty, Acacia tortuosa, Haematoxylum brasiletto, brezylka garbarska, Pereskia guamacho, Opuntia wentiana, Bursera simaruba i Lecythis minor.
W wilgotnych lasach równikowych dominują Sheelea magdalenica, Sabal mauritiiformis, łyczkowiec dłoniasty, Anacardium excelsum, brosimum darzymlecznia, Cavanillesia platanifolia, Brownea ariza, a także duża liczba epifitów.
W lasach mglistych rośnie m.in.: Cecropia peltata, Senna occidentalis, Heliocarpus americanus i smaczliwka wdzięczna.

## Fauna
Nie licząc czterdziestu gatunków nietoperzy odnotowano w parku 59 gatunków ssaków. Są to zagrożona wyginięciem (EN) Cebus malitiosus, narażone na wyginięcie (VU) ponocnica lemurowata i mrówkojad wielki, a także m.in.: wyjec rudy, leniwiec pstry, pancernik dziewięciopaskowy, skunksowiec pasiasty, mazama ruda, hirara amerykańska, jaguar amerykański, jaguarundi amerykański, ocelot nadrzewny i ocelot wielki. Występuje tu także pięć gatunków ssaków morskich.
W parku zarejestrowano 396 gatunków ptaków. Są to krytycznie zagrożony wyginięciem (CR) czubacz niebieskodzioby, narażona na wyginięcie (VU) ara zielona, a także m.in.: złocik miedziany, lasówka złotoskrzydła, lasówka niebieska, chronka czarnogłowa, kusacz czarnogłowy, kondor królewski, myszołowczyk, karakara jasnogłowa, dzięciolnik kasztanowaty i pręgówek cienkodzioby.
Gady tu występujące to krytycznie zagrożony wyginięciem (CR) żółw szylkretowy, zagrożony wyginięciem (EN) żółw jadalny, narażone na wyginięcie (VU) karetta, żółw skórzasty i krokodyl amerykański, a także m.in.: boa dusiciel, legwan zielony, Bothrops asper i Lepidoblepharis sanctaemartae.